# 日本フレスコボール協会
一般社団法人日本フレスコボール協会（にほんフレスコボールきょうかい、英語: Japan Frescoball Association、略称：JFBA）は、日本国内におけるフレスコボールの活動の振興を行っていく統括団体である。

## 活動理念
フレスコボールの振興
南米ブラジル発祥の新しいビーチスポーツ、フレスコボールをより広く愛されるスポーツとして、認知・普及活動を行い、豊かなビーチスポーツ文化として、国民の心身の健全な発達を図っていく。
環境美化の促進
ビーチスポーツとして、海岸、海浜美化運動を促進していく。
各地域の活性化
ブラジルリオデジャネイロ発祥のビーチスポーツとして、地元住民と連携し、創造性を高め、地域の活性化を図っていく。

## 活動内容
- 2013年、窪島剣璽がブラジルリオデジャネイロ訪問中に、コパカバーナビーチでフレスコボールに出会う。同年、日本国内にフレスコボールの協会を設立。
- 日本国内で初となるフレスコボールラケットの製造、販売を開始
- 月に最低一回は体験会・練習会を実施
- 2014年8月に日本国内で初となるフレスコボールのフレンドリー大会「第1回 フレスコボール 夏小屋 ガラナ・アンタルチカ カップ」を実施
- 2014年 JFBAとして、初めてのフレスコボール国際大会開催の為の、国際カンファレンス（スペイン マドリッド）に参加。
- 2015年 メキシコ プラヤデルカルメンで開催された「第1回フレスコボールワールドカップ」に初めてとなるフレスコボール日本代表選手団を派遣。
- 2015年8月 日本選手権にあたる「フレスコボールジャパンオープン2015」を神奈川県三浦海岸の海の家「夏小屋」横にて初開催。15組のペアが出場。初代チャンピオンは藤元俊輔・倉茂孝明ペア。この大会で初めてブラジル リオデジャネイロからCamila Sayure Doi da Silva（カミーラ・サユリ・ドイ・ダ・シウバ）選手と、Silvia Silva de Oliveira（シルビア・シルバ・デ・オリベイラ）の両選手が、ジャパンオープンの特別招待選手として来日。
- 2016年8月 「フレスコボール ジャパンオープン2016」を2015年と同様に神奈川県三浦海岸の海の家「夏小屋」横特設コートにて開催。23組のペアが出場。優勝は、男子は藤元俊輔・倉茂孝明ペアが二連覇。2016年から男女別での入賞発表となったが、女子の優勝は、宮越有沙・落合真彩ペアが優勝。2015年と同様に、カミーラ、シルビアの両選手が招待選手として来日した。この年の大会よりスポーツ振興基金助成事業として運営されている。この大会よりコンピューターを使った採点システムが導入された。
- 2017年8月　 「フレスコボール ジャパンオープン2017」を神奈川県三浦海岸の海の家「夏小屋」横特設コートにてスポーツ振興基金助成事業として開催。過去最大の30組がエントリー。この年は、ブラジルからの招待選手はいなかった。優勝は、男子は五十嵐恭雄・倉茂孝明ペア。倉茂孝明は、ジャパンオープン3連覇。女子優勝は、細井彩未・落合真彩ペア。男女ミックスは、長田涼・小澤彩香ペア。
- 2018年8月「フレスコボールジャパンオープン2018」を例年と同じ、神奈川県三浦海岸の海の家「夏小屋」横特設コートにてスポーツ振興基金助成事業として開催。過去最大の35組がエントリーした。優勝は、斉藤亮太・夏目修平ペア。女子優勝は、小澤彩香・風味千賀子ペア。男女ミックス優勝は、五十嵐恭雄・落合真彩ペア。
- 2018年12月 総勢12名の日本代表選手団がブラジル選手権に出場。女子総合で、小澤彩香・落合真彩ペアが、3位となり日本人として初めてとなる表彰台に上った。
- 2019年の「ビオレUVアスリズム フレスコボールジャパンオープン2019」のオフィシャルタイアップソングとして、SPiCYSOLが書きおろした「FreshGo」に決定する。
- 2019年8月25-26日　「ビオレUVアスリズム フレスコボールジャパンオープン2019」が神奈川県三浦海岸にて開催。この年より、花王株式会社のビオレUVアスリズムが、日本フレスコボール協会のオフィシャルスポンサーとしてジャパンオープンのネーミングライツを含むスポンサー契約を締結。
- 2019年12月 フレスコボールの世界最高峰の大会「フレスコボールブラジル選手権」に日本選手団を派遣。一般男女ミックスカテゴリで五十嵐恭雄・落合真彩ペアが優勝。
- 2020年8月 新型コロナウイルスの影響で、フレスコボール史上初オンライン大会「フレスコボール全日本オンラインカップ2020」を実施。コロナ禍でもソーシャルディスタンスを保ってできるスポーツ ”三密回避スポーツ”としても話題に。
- 2021年 3月　「FRESCOBALL Road to Rio Champion Race 2021」開幕。オキナワカップ2021以降、のべ4大会実施。のべ人数約 300名。
- 2021年11月　朝日健太郎参議院議員がJFBA特別顧問に就任 。
- 2021年12月　SDGsをテーマにした新賛助会員制度「CLUB FRESCOBALL STYLE」を本格始動。ビーチ保全活動もテーマに据える。
- 2022年 2月　「 FRESCOBALL JAPAN TOUR 2022 」開幕。オキナワカップ2022以降、のべ7大会実施。のべ人数約565名。
- 2022年 4月　 湘南地区初となる公式戦「フレスコボールショウナンカップ-鵠沼-2022」を4月9,10日に鵠沼海岸で開催。大会参加者数延べ人数75組150名
- 2022年 5月　東京・お台場で4年ぶりとなる公式戦「JAPAN BEACH GAMES® Festival フレスコボールオダイバカップ2022」を5月4,5日にお台場海浜公園おだいばビーチで開催。大会参加者数延べ人数142名
- 2022年 7月東北地方で初となる公式戦「フレスコボールリクゼンタカタカップ2022」を7月16,17日に高田松原海水浴場で開催。大会参加者数延べ人数69組118名
- 2022年　8月 2年連続での四国地方での公式戦開催となる「アリアケカップ2022」を有明浜で開催。 大会参加者数延べ人数72組144名
- 2022年　9月　「フレスコボールオオクラカップ2022」を開催。 大会参加者数延べ人数90組180名。
- 2022年　10月　「JAPAN BEACH GAMES® Festival フレスコボールジャパンオープン2022」を開催。 大会参加者数延べ人数80組160名。体験者数体験者数653名
- 2022年10月　JFBA公認学生団体制度をスタート。第一号は神奈川県の「慶應義塾大学フレスコボールサークル FrescoballClub Oceano」を認定。
- 2023年　2月　「 FRESCOBALL JAPAN TOUR 2023 」開幕。初の離島宮古島にて開幕戦が行われた。 大会参加者数延べ人数29組60名
- 2023年　3月　3年ぶりとなる日本代表のブラジル大会への派遣が行われた。ミックスカテゴリでは岸田直也×宮山有紀ペアが優勝。五十嵐恭雄×岡井花子ペアが3位。女子カテゴリでは、青木沙耶香×落合真彩ペアが準優勝。山口桃子×大和地未沙子3位。
- 2023年　4月　中国地方初となる公式戦「フレスコボールシブカワカップ2023」を4月8、9日に岡山県玉野市渋川海岸で開催。大会参加者数延べ人数71組142名
- 2023年　5月　東京・お台場で「JAPAN BEACH GAMES® Festival フレスコボールオダイバカップ2023」を5月4,5日にお台場海浜公園おだいばビーチで開催。並行して行われた体験会は787名もの方が参加。 大会参加者数延べ人数61組122名
- 2023年　7月　岩手県陸前高田市で2年連続となる「フレスコボールリクゼンタカタカップ2023」を7月15、16日に高田松原海水浴場で開催。大会参加者数延べ人数63組126名
- 2023年　8月　神奈川県平塚市で湘南地区2年連続となる「フレスコボールショウナンカップ2023-平塚-」を8月11、12日に湘南ベルマーレひらつかビーチパークで開催。大会参加者数延べ人数78組156名
- 2023年　9月　兵庫県明石市で4年連続となる「フレスコボールオオクラカップ2023」を9月16、17日に大蔵海岸で開催。史上最多組数94組延べ188名の選手が集結した。
- 2023年　10月　「JAPAN BEACH GAMES® FESTIVAL CHIBA フレスコボールジャパンオープン2023」を開催。大会参加者数延べ人数80組160名
- 2023年　11月　「JAPAN BEACH GAMES® 須磨 フレスコボールトリンカマッチ2023 」を須磨海岸にて開催。「三人制」のフレスコボール「トリンカ」を採用した大会。大会参加者数延べ人数50組150名
- 2024年　2月　「FRESCOBALL JAPAN TOUR 2024」開幕。初開催となる「沖縄ビーチスポーツフェスティバル2024」内で、沖縄県美らSUNビーチにて開幕戦が行われた。大会参加者数延べ人数34組68名
- 2024年　3月　「フレスコボールツダノマツバラカップ2024」を3月30日、31日に津田の松原海水浴場で開催。大会参加者延べ人数88組176名
- 2024年　5月　「JBG®Fフレスコボールオダイバカップ2024」を5月4日、5日におだいばビーチにて開催。大会参加者延べ人数90組180名
- 2024年　6月　「フレスコボールオオクラカップ2024」を6月1日、2日に大蔵海岸にて開催。大会参加者延べ人数107組214名
- 2024年　6月　「フレスコボールオキナワカップ2024<SUMMER CAMP>」を6月29日、30日に残波ビーチにて開催。大会参加者延べ人数52組104名
- 2024年　7月　「フレスコボールショウナンカップ-鵠沼-2024」を7月13日、14日に鵠沼海岸にて開催。大会参加者延べ人数84組168名
- 2024年　8月　「フレスコボールリクゼンタカタカップ2024」を8月24日、25日に高田松原海水浴場で開催。大会参加者数延べ人数80組160名
- 2024年　10月　「JBG®須磨フレスコボールトリンカマ＆スピードガンマッチ2024」を10月5日、6日に須磨海岸で開催。延べ人数63組170名
- 2024年　10月　「 フレスコボールジャパンオープン2024in大蔵海岸」を開催。大会参加者数延べ人数102組204名
- 2025年　2月　「FRESCOBALL JAPAN TOUR 2025」開幕。今シーズンからスピードガンシステム「Hayabusa Pro」を導入。2年目となる「沖縄ビーチスポーツフェスティバル2025」内で、沖縄県美らSUNビーチにて開幕戦が2月9日に行われた。大会参加者数延べ人数45組90名
- 2025年　3月　「フレスコボールショウナンカップ-鵠沼-2024」を3月8日、9日に鵠沼海岸にて開催。大会参加者延べ人数70組140名
- 2025年　4月　「フレスコボールシブカワカップ2025」を4月12日、13日に渋川海岸にて開催。大会参加者延べ人数81組162名
- 2025年　5月　「JBG®Fフレスコボールオダイバカップ2025」を5月3日、4日におだいばビーチにて開催。大会参加者延べ人数80組160名
- 2025年　6月　「フレスコボールフクマカップ2025」を6月21日、22日に福間海岸にて開催。大会参加者延べ人数86組172名
- 2025年　7月　「フレスコボールミウラカップ2025」を7月12日、13日に三浦海岸にて開催。大会参加者延べ人数87組174名
- 2025年　8月　「フレスコボールリクゼンタカカップ2025」を8月9日、10日に高田松原海水浴場にて開催。大会参加者延べ人数79組158名

## ジャパンオープン結果
大会結果は日本フレスコボール協会公式ブログより掲載
| 2015年  | 優勝                   | 優勝                   |              |  | 準優勝               | 準優勝               |              |  | 3位                    | 3位                    |                  |                       |
| ------- | ---------------------- | ---------------------- | ------------ |  | -------------------- | -------------------- | ------------ |  | ---------------------- | ---------------------- | ---------------- | --------------------- |
|         | 倉茂孝明・藤元俊輔ペア | 倉茂孝明・藤元俊輔ペア |              |  | 関根貴紀・山邊剛ペア | 関根貴紀・山邊剛ペア |              |  | 國吉美貴・水野誠也ペア | 國吉美貴・水野誠也ペア |                  |                       |
|         |                        |                        |              |  |                      |                      |              |  |                        |                        |                  |                       |
| 2016年  | 男子カテゴリ           | 男子カテゴリ           | 男子カテゴリ |  | 女子カテゴリ         | 女子カテゴリ         | 女子カテゴリ |  | ミックスカテゴリ       | ミックスカテゴリ       | ミックスカテゴリ |                       |
| 優勝    | 倉茂 孝明              | 藤元 俊輔              | 710pt        |  | 落合 真彩            | 宮越 有沙            | 343pt        |  | 倉茂孝明               | 古賀 理紗子            | 475pt            |                       |
| 準優勝  | 斎藤 亮太              | 芝卓史                 | 699pt        |  | 朝倉 弥生            | 細井 彩未            | 245.5pt      |  | 山田隆志               | 相羽 あきの            | 441.5pt          |                       |
| 3位     | 國吉 美貴              | 佐々木正志             | 602pt        |  | 相羽 あきの          | Maiko                | 203pt        |  | 白野光                 | Maiko                  | 310.5pt          |                       |
|         |                        |                        |              |  |                      |                      |              |  |                        |                        |                  |                       |
| 2017年  | 男子カテゴリ           | 男子カテゴリ           | 男子カテゴリ |  | 女子カテゴリ         | 女子カテゴリ         | 女子カテゴリ |  | ミックスカテゴリ       | ミックスカテゴリ       | ミックスカテゴリ |                       |
| 優勝    | 五十嵐恭雄             | 倉茂孝明               | 799pt        |  | 落合 真彩            | 細井 彩未            | 610pt        |  | 長田涼                 | 小澤 彩香              | 631pt            |                       |
| 準優勝  | 橋詰友人               | 長田涼                 | 766pt        |  | 小澤 彩香            | 風味 千賀子          | 592pt        |  | 芝卓史                 | 塩崎 未英              | 579pt            |                       |
| 3位     | 斎藤亮太               | 芝卓史                 | 763pt        |  | 朝倉 弥生            | 山口 桃子            | 513pt        |  | 南 隼人                | 落合 真彩              | 566pt            |                       |
|         |                        |                        |              |  |                      |                      |              |  |                        |                        |                  |                       |
| 2018年  | 男子カテゴリ           | 男子カテゴリ           | 男子カテゴリ |  | 女子カテゴリ         | 女子カテゴリ         | 女子カテゴリ |  | ミックスカテゴリ       | ミックスカテゴリ       | ミックスカテゴリ |                       |
| 優勝    | 斎藤 亮太              | 夏目脩平               | 998pt        |  | 小澤 彩香            | 風味千賀子           | 794pt        |  | 五十嵐 恭雄            | 落合 真彩              | 903pt            |                       |
| 準優勝  | 芝卓史                 | 松浦孝宣               | 984pt        |  | 落合 真彩            | 塩崎 未英            | 743pt        |  | 芝卓史                 | 塩崎 未英              | 753pt            |                       |
| 3位     | 五十嵐 恭雄            | 倉茂孝明               | 921pt        |  | 宇野 真彩            | 山口 桃子            | 688pt        |  | 斎藤 亮太              | 山口 桃子              | 714pt            |                       |
|         |                        |                        |              |  |                      |                      |              |  |                        |                        |                  |                       |
| 2019年  | 男子カテゴリ           | 男子カテゴリ           | 男子カテゴリ |  | 女子カテゴリ         | 女子カテゴリ         | 女子カテゴリ |  | ミックスカテゴリ       | ミックスカテゴリ       | ミックスカテゴリ |                       |
| 優勝    | 赤塚 康太              | 倉茂孝明               | 1201pt       |  | 風味 千賀子          | 宮山 有紀            | 1166pt       |  | 岸田 直也              | 小澤 彩香              | 1251pt           |                       |
| 準優勝  | 斎藤 亮太              | 芝卓史                 | 1194pt       |  | 小澤 彩香            | 落合 真彩            | 1143pt       |  | 五十嵐恭雄             | 落合 真彩              | 1227pt           |                       |
| 3位     | 久野 雅実              | 新城悠也               | 1154pt       |  | 岡井 花子            | 塩崎 未英            | 1058pt       |  | 芝卓史                 | 岡井 花子              | 1100pt           |                       |
|         |                        |                        |              |  |                      |                      |              |  |                        |                        |                  |                       |
| 2020年  | 男子カテゴリ           | 男子カテゴリ           | 男子カテゴリ |  | 女子カテゴリ         | 女子カテゴリ         | 女子カテゴリ |  | ミックスカテゴリ       | ミックスカテゴリ       | ミックスカテゴリ | ファッション賞        |
| 優勝    | 赤塚 康太              | 倉茂孝明               | 1648pt       |  | 風味千賀子           | 宮山 有紀            | 1431pt       |  | 斉藤 亮太              | 大和地未沙子           | 1440pt           | 大和地未沙子×馬場美樹 |
| 準優勝  | 岸田 直也              | 芝卓史                 | 1527pt       |  | 青木 沙耶香          | 小澤 彩香            | 1321pt       |  | 赤塚 康太              | 青木 沙耶香            | 1432pt           |                       |
| 3位     | 五十嵐 恭雄            | 斉藤亮太               | 1518pt       |  | 芝有沙               | 山田 昌子            | 1251pt       |  | 諏訪 純也              | 小澤 彩香              | 1391pt           |                       |
|         |                        |                        |              |  |                      |                      |              |  |                        |                        |                  |                       |
| 2021年  | 男子カテゴリ           | 男子カテゴリ           | 男子カテゴリ |  | 女子カテゴリ         | 女子カテゴリ         | 女子カテゴリ |  | ミックスカテゴリ       | ミックスカテゴリ       | ミックスカテゴリ | ファッション賞        |
| 優勝    | 外山 祐次              | 新城 悠也              | 1788pt       |  | 風味 千賀子          | 宮山 有紀            | 1567pt       |  | 岸田 直也              | 宮山 有紀              | 1740pt           | 岡本千聖×岡本聖子     |
| 準優勝  | 斉藤 亮太              | 五十嵐 恭雄            | 1765pt       |  | 落合 真彩            | 青木 沙耶香          | 1494pt       |  | 外山 祐次              | 落合 真彩              | 1699pt           |                       |
| 3位     | 赤塚 康太              | 芝卓志                 | 1761pt       |  | 宮下 ゆめ花          | 山本 彩佳            | 1417pt       |  | 新城 悠也              | 青木 沙耶香            | 1620pt           |                       |
|         |                        |                        |              |  |                      |                      |              |  |                        |                        |                  |                       |
| 2022年  | 男子カテゴリ           | 男子カテゴリ           | 男子カテゴリ |  | 女子カテゴリ         | 女子カテゴリ         | 女子カテゴリ |  | ミックスカテゴリ       | ミックスカテゴリ       | ミックスカテゴリ | ファッション賞        |
| 優勝    | 山下祥                 | 岸田 直也              | 1746pt       |  | 落合 真彩            | 青木 沙耶香          | 1720pt       |  | 外山 祐次              | 落合 真彩              | 1914pt           | 朝倉弥生×長谷川朝子   |
| 準優勝  | 芝卓史                 | 赤塚 康太              | 1695pt       |  | 風味 千賀子          | 宮山 有紀            | 1606pt       |  | 五十嵐恭雄             | 宮山 有紀              | 1710pt           |                       |
| 3位     | 外山 祐次              | 松浦 孝宣              | 1667pt       |  | 宮下 ゆめ花          | 山本 彩佳            | 1502pt       |  | 岸田 直也              | 宮下 ゆめ花            | 1680pt           |                       |
|         |                        |                        |              |  |                      |                      |              |  |                        |                        |                  |                       |
| 2023年  | 男子カテゴリ           | 男子カテゴリ           | 男子カテゴリ |  | 女子カテゴリ         | 女子カテゴリ         | 女子カテゴリ |  | ミックスカテゴリ       | ミックスカテゴリ       | ミックスカテゴリ | ファッション賞        |
| 優勝    | 赤塚 康太              | 五十嵐恭雄             | 1840pt       |  | 宮山 有紀            | 風味 千賀子          | 1623pt       |  | 大川 拓真              | 落合 真彩              | 1876pt           | 森江あやめ×釜本菜々香 |
| 準優勝  | 松井 芳寛              | 岸田 直也              | 1770pt       |  | 落合 真彩            | 大久保美音           | 1532pt       |  | 赤塚 康太              | 青木 沙耶香            | 1800pt           | ベスト ラリー賞       |
| 2024 年 | 男子カテゴリ           | 男子カテゴリ           | 男子カテゴリ |  | 女子カテゴリ         | 女子カテゴリ         | 女子カテゴリ |  | ミックスカテゴリ       | ミックスカテゴリ       | ミックスカテゴリ | ファッション賞        |
| 優勝    | 赤塚 康太              | 五十嵐恭雄             | 1869pt       |  | 山口 桃子            | 大和地 未沙子        | 1633pt       |  | 岸田 直也              | 落合 真彩              | 1776pt           | 三枝由紀子× 澤有希    |
| 準優勝  | 岸田 直也              | 中野 克希              | 1859pt       |  | 岡井 花子            | 松本 沙耶香          | 1610pt       |  | 赤塚 康太              | 岡井 花子              | 1774pt           | ベスト ラリー賞       |
| 3位     | 外山 祐次              | 松浦 孝宜              | 1771pt       |  | 宮山 有紀            | 風味 千賀子          | 1598pt       |  | 五十嵐恭雄             | 宮山 有紀              | 1697pt           | 松村和修 × 松村美穂   |

## 大会結果

### 2017年

#### 【ミウラカップ】
男子優勝：斎藤亮太×芝卓史ペア（739pt）／ 女子優勝：落合真彩×宮越有沙ペア（487pt）／ ミックス優勝：芝卓史×宮越有沙ペア（553pt）

#### 【オダイバカップ】
男子優勝：斎藤亮太×芝卓史ペア（669pt）／ 女子優勝：落合真彩×宮越有沙ペア（412pt）／ ミックス優勝：芝卓史×落合真彩ペア（501pt）

### 2018年

#### 【バレンタインカップ】
優勝：倉茂孝明×落合真彩ペア（442pt）／準優勝：斎藤亮太×山口桃子ペア（380pt）／3位：芝卓史×芝有沙ペア（353pt）

#### 【サクラカップ】
男子優勝：芝卓史×長田涼ペア（959pt）／ 女子優勝：落合真彩×塩崎未英ペア（685pt）／ ミックス優勝：斎藤亮太×山口桃子ペア（773pt）

#### 【オダイバカップ】
男子優勝：芝卓史×長田涼ペア（851pt）／女子優勝：落合真彩×塩崎未英ペア（782pt）／ミックス優勝：倉茂孝明×落合真彩ペア（730pt）

#### 【ビギナーズカップ】
男子優勝：倉茂孝明×西村祐耶ペア（750pt）／女子優勝：芝有沙×西尾真初ペア（386pt）／ミックス優勝：落合真彩×對馬浩ペア（613pt）

#### 【ミウラカップ】
男子優勝：芝卓史×松浦孝宣ペア（880pt）／女子優勝：芝有沙×友國 麻衣子ペア（641pt）／ミックス優勝：諏訪純也×落合真彩ペア（778pt）

### 2019年

#### 【オオモリカップ】
男子優勝：芝卓史×長田涼ペア（1141pt）／女子優勝：小澤彩香×落合真彩ペア（1011pt）／ミックス優勝：五十嵐恭雄×落合真彩ペア（1070pt）/ファッション賞：相羽あきの×細井彩未ペア

#### 【タチヒカップ】
男子優勝：斎藤亮太×新城悠也ペア（1172pt）／女子優勝：小澤彩香×落合真彩ペア（950pt）／ミックス優勝：諏訪純也×落合真彩ペア（1018pt）/ファッション賞：朝倉弥生×鈴木麻井子ペア

#### 【ミウラカップ】
男子優勝：岸田直也×山下祥ペア（1253pt）／女子優勝：小澤彩香×落合真彩ペア（1208pt）／ミックス優勝：岸田直也×小澤彩香ペア（1095pt）

### 2020年

#### 【ヨコハマカップ】
男子優勝：芝卓史（FBF）×岸田直也（GVK）ペア（1653pt）／女子優勝：五十嵐道代（ZFC）×馬場美樹（ZFC）ペア（1107pt）／ミックス優勝：芝卓史（FBF）×芝有沙（FBF）ペア（1459pt）/ファッション賞：久野雅実×柳田亜細亜ペア

#### 【全日本オンラインカップ2020】
男子優勝：外山祐次（ZFC）×新城悠也ペア（1671pt）／女子優勝：風味千賀子（GVK）×宮山有紀（GVK）ペア（1531pt）／ミックス優勝：岸田直也（GVK）×宮山有紀（GVK）ペア（1612pt）

#### 【オオクラカップ2020】
男子優勝：五十嵐泰雄×斉藤亮太（ZFC）ペア（1620pt）／女子優勝：風味千賀子（GVK）×宮山有紀（GVK）ペア（1379pt）／ミックス優勝：岸田直也（GVK）×宮山有紀（GVK）ペア（1659pt）/ファッション賞：宮脇勇輔×曾我部ひなのペア

### 2021年

#### 【オキナワカップ2021】
男子優勝：五十嵐恭雄×斉藤亮太（ZFC）ペア (1593pt) /女子優勝：落合真彩×青木沙耶香ペア (1340pt) /ミックス優勝:岸田直也（GVK）×宮山有紀（GVK）ペア（1531pt)/ファッション賞：新開由佳子×窪田綾乃ペア
【アリアケカップ2021】
男子優勝：杉村秀樹（FBF）×岸田直也（GVK）ペア　(1631pt) /女子優勝：落合真彩×青木沙耶香ペア　(1453pt)　/ミックス優勝：齊藤亮太（ZFC）×大和地未沙子（ZFC）ペア (1620pt)/ファッション賞：曾我部ひなの×山下みずきペア
【オオクラカップ2021】
男子優勝：松井芳寛×岸田直也ペア(1742pt)/女子優勝：落合真彩×青木沙耶香ペア(1762pt)/ミックス優勝：外山祐次×落合真彩ペア(1752pt)/ファッション賞：伊藤千夏×楫千帆美ペア

### 2022年
【オキナワカップ2022】
男子優勝：岸田直也×大川真聖ペア(1574pt)/女子優勝：風味千賀子×宮山有紀ペア(1433pt)/ミックス優勝：岸田直也×宮下ゆめ花ペア(1548pt)/ファッション賞：板倉進×板倉香代子ペア/ベストラリー賞：板倉進×板倉香代子ペア
【ショウナンカップ2022】
男子優勝：松浦孝宣×外山祐次ペア（1661pt）/女子優勝：青木沙耶香×落合真彩（1536pt）/ミックス優勝：松浦孝宣×落合真彩ペア（1804pt）/ファッション賞：佐久田リカルド×結城美楓ペア/ベストラリー賞：後藤亨×後藤章子
【オダイバカップ2022】
男子優勝：松浦孝宣×外山祐次ペア（1770pt）/女子優勝：青木沙耶香×落合真彩ペア（1598pt）/ミックス優勝：松井芳寛×落合真彩ペア（1704pt）/ファッション賞：松山光伸× 樋山亜紀/ベストラリー賞：五十嵐恭雄×岡井花子
【リクゼンタカタカップ2022】
男子優勝：松浦孝宣×外山祐次ペア（1775pt）/女子優勝：風味千賀子×宮山有紀ペア（1648pt）/ミックス優勝：岸田直也×宮山有紀ペア（1839pt）/ファッション賞：山下みずき×釜本菜々香ペア/ベストラリー賞：高橋庸充×高津幸佑ペア
【アリアケカップ2022】
男子優勝：松浦孝宣×外山祐次ペア（1763pt）/女子優勝：宮下ゆめ花×山本彩佳ペア（1464pt）/ミックス優勝:松井芳寛×宮山有紀ペア
（1560pt）/ファッション賞：中山大河×小山万葉ペア/ベストラリー賞：五十嵐恭雄×芝有沙ペア
【オオクラカップ2022】
男子優勝：古川元樹×新城悠也ペア（1734pt）/女子優勝：風味千賀子×宮山有紀ペア（1642pt）/ミックス優勝：外山祐次×落合真彩ペア（1680pt）/ファッション賞：工藤果穂×原七海ペア/GOOD2 BASE賞（ベストラリー賞①）:芝卓史×赤塚康太/サンテレビ賞（ベストラリー賞②）:山下祥×新開由佳子/神戸新聞社賞（ベストラリー賞③）:岡本千聖×岡本聖子

### 2023年
[オキナワカップ2023]
男子優勝：古川元樹×新城悠也ペア（1699pt）/女子優勝：青木沙耶香×落合真彩ペア（1397pt）/ミックス優勝：新城悠也×青木沙耶香ペア（1458pt）/ファッション賞：鈴木夏子×仙道冬子ペア/ベストラリー賞：奥伸五×須磨北雄ペア
[シブカワカップ2023]
男子優勝：古川元樹×新城悠也ペア（1712pt）/女子優勝：青木沙耶香×鈴木麻井子ペア（1544pt）/ミックス優勝：赤塚康太×青木沙耶香（1710pt）/ファッション賞：薗崎正×石井瑞佳ペア/ベストラリー賞：岡本憲芯×岡本千聖ペア
[オダイバカップ2023]
男子優勝：赤塚康太×五十嵐恭雄ペア（1790pt）/女子優勝：落合真彩×大久保美音ペア（1605pt）/ミックス優勝：五十嵐恭雄×宮山有紀ペア（1760pt）/ファッション賞：松岡伸樹×新山博子ペア/ベストラリー賞：志水マルセロ×結城美楓ペア
[リクゼンタカタカップ2023]
男子優勝：松井芳寛×岸田直也ペア（1778pt）/女子優勝：落合真彩×大久保美音ペア（1477pt）/ミックス優勝：赤塚康太×宮山有紀ペア（1810pt）/ファッション賞：木村聡×木村悠ペア/ベストラリー賞：岸田直也×岡本千聖ペア/ベストラリー賞・アルブラン賞：男子カテゴリ：中野友和×星優希ペア・女子カテゴリ：釜本菜々香×森江あやめ・ミックスカテゴリ：平山直×木下みゆ
【ショウナンカップ2023-平塚-】
男子優勝：赤塚康太×五十嵐恭雄ペア（1812pt）/女子優勝：宮山有紀×風味千賀子ペア（1530pt）/ミックス優勝：諏訪純也×落合真彩ペア（1629pt）/ファッション賞：五十嵐道代×後藤章子ペア/ベストラリー賞：大和地亮太×大和地未沙子ペア
【オオクラカップ2023】
男子優勝：赤塚康太×五十嵐恭雄ペア（1859pt）/女子優勝：落合真彩×大久保美音ペア（1643pt）/ミックス優勝：五十嵐恭雄×宮山有紀ペア（1720pt）/ファッション賞：杉田力斗×窪田綾乃ペア/GOOD2 BASE賞：杉村秀樹×大久保美音ペア/ゲストハウスゲラゲラ賞：冨永裕紀×石田尚子/サンテレビ賞：薗崎正×中本完子ペア/神戸新聞社賞：KFB_sc2（スポーツクラブ21朝霧）

### 2024年
【オキナワカップ2024春】
男子優勝：五十嵐恭雄×赤塚康太ペア（1774pt）/女子優勝：松本沙耶香×落合真彩ペア（1642pt）/ミックス優勝：諏訪純也×落合真彩ペア（1761pt）/ファッション賞：渡辺直樹×渡辺百合子ペア/ベストラリー賞：Sam Vagner(サム・バグナー)×石河洋一郎ペア
【ツダノマツバラカップ2024】
男子優勝：岸田直也×中野克希ペア（1855pt）/女子優勝：落合真彩×岡本千聖ペア（1566pt）/ミックス優勝：岸田直也×落合真彩ペア（1941pt）/ファッション賞：越智文美×宮脇ひなのペア/ベストラリー賞：赤塚康太×鈴木麻井子ペア
【オダイバカップ2024】
男子優勝：五十嵐恭雄×赤塚康太ペア（1962pt）/女子優勝：大和地未沙子×山口桃子ペア（1562pt）/ミックス優勝： 諏訪純也×落合真彩ペア（1794pt）/ファッション賞：中澤光×中澤彩香ペア/ベストラリー賞：後藤亨×後藤章子ペア
【オオクラカップ2024】
男子優勝：外山祐次×松浦孝宣ペア（1855pt）/女子優勝：風味千賀子×宮山有紀ペア（1704pt）/ミックス優勝： 岸田直也×落合真彩ペア（1914pt）/ファッション賞：高橋敏也× 長もえかペア/JFBAベストラリー賞：新開由佳子×當麻早希ペア/神戸新聞社賞：石田晃大×石田尚子ペア/サンテレビ賞：劉子佑×中村祐介ペア/スポーツデポ明石大蔵海岸店賞：齋藤幸朋× 竹田聡美ペア/ゲストハウスゲラゲラ賞：松本ゆうと× 岡本憲芯ペア
【オキナワカップ2024夏】
男子優勝：外山祐次×松浦孝宣ペア（1757pt）/女子優勝：大和地未沙子×山口桃子ペア（1437pt）/ミックス優勝： 赤塚康太×落合真彩ペア（1725pt）/ファッション賞：板倉香代子×石田尚子ペア/JFBAベストラリー賞：持永知里×山下みずきペア/ベストラリー・沖ハム賞：橋詰友人×岡井花子ペア/ベストラリー・ユニオン賞：杉村秀樹×大久保美音ペア/ベストラリー・ジャスティス賞：赤塚康太×高津幸佑ペア
【ショウナンカップ2024】
男子優勝：岸田直也×中野克希ペア（1841pt）/女子優勝：落合真彩×岡本千聖ペア（1601pt）/ミックス優勝： 岸田直也×落合真彩ペア（1793pt）/ファッション賞：結城美楓×菊島希ペア/JFBAベストラリー賞：冨永裕紀×宮脇勇輔ペア
【リクゼンタカタカップ2024】
男子優勝：杉村秀樹×古川元樹ペア（1855pt）/女子優勝：岡井花子×宮山有紀ペア（1724pt）/ミックス優勝： 外山祐次×山口桃子ペア（1737pt）/ファッション賞：高橋庸充×西條正夫ペア/JFBAベストラリー賞：冨永裕紀×宮脇勇輔ペアThe seaベストラリー賞：古川元樹×原七海ペア　　

### 2025年
【オキナワカップ2025】
[Top Div.]
男子優勝：五十嵐恭雄×赤塚康太ペア（15,739pt）/女子優勝：山口桃子×大和地未沙子ペア（9,029pt）/ミックス優勝：古川元樹×原七海ペア（13,137pt）
[2nd Div.]
男子優勝：宮脇勇輔×横川浩太郎ペア（1,337pt）/女子優勝：板倉香代子×渡辺百合子ペア（992pt）/ミックス優勝：松井芳寛×牧野日向ペア（1,349pt）
マンハッタンマルガリータ・ファッション賞:別役絵里×山下みずき/モビイクス・O-NAZベストラリー賞:渡辺直樹×板倉進/ソーケンベストラリー賞:五十嵐恭雄×赤塚康太
【ショウナンカップ-鵠沼-2025】
[Top Div.]
男子優勝：岸田直也×宮脇勇輔　（19,459pt）/女子優勝：落合真彩×大和地未沙子（12,384pt）/ミックス優勝：岸田直也×落合真彩（23,819pt）
[2nd Div.]
男子優勝：松井芳寛×奥村健太（1,424pt）/女子優勝：中澤彩香×結城美香（1,150pt）/ミックス優勝：中澤光×中澤彩香（1,273pt）
マンハッタンマルガリータ・ファッション賞:後藤亨×後藤章子/JFBAベストラリー賞:松山光伸×樋山亜紀
【シブカワカップ2025】
[Top Div.]
男子優勝：岸田直也×宮脇勇輔　（19,944pt）/女子優勝：風味千賀子×宮山有紀（16,827pt）/ミックス優勝：赤塚康太×宮山有紀（20,809pt）
[2nd Div.]
男子優勝：横川浩太郎×井口竜輝（1,386pt）/女子優勝：鈴木夏子×仙道冬子（1,134pt）/ミックス優勝：岸田直也×宮脇ひなの（1,244pt）
マンハッタンマルガリータ・ファッション賞:森江あやめ×釜本菜々香/JFBA・DASHDREAMベストラリー賞:井上和明×鈴木夏子
【オダイバカップ2025】
[Top Div.]
男子優勝：赤塚康太 × 外山祐次（23,850pt）/女子優勝：落合真彩×大和地未沙子（15,035pt）/ミックス優勝：赤塚康太×宮山有紀（22,884pt）
[2nd Div.]
男子優勝：橋本啓×谷口宗良（1,291pt）/女子優勝：菊島希×志水美楓（1,194pt）/ミックス優勝：志水マルセロ×志水美楓（1,273pt）
リードオフジャパン・ファッション賞:新城悠也×新城美樹/JFBAベストラリー賞:志水マルセロ×志水美楓
【フクマカップ2025】
[Top Div.]
男子優勝：岸田直也×宮脇勇輔（22,797pt）/女子優勝：落合真彩×大和地未沙子（10,971pt）/ミックス優勝：岸田直也×落合真彩（23,488pt）
[2nd Div.]
男子優勝：橋本啓×谷口宗良（1,150pt）/女子優勝：長谷川朝子×村田啓子（901pt）/ミックス優勝：安達俊哉×長谷川朝子（1,125pt）
リードオフジャパン・ファッション賞:平山元×渡邉素江/JFBAベストラリー賞:荒木悌二×木田幸二
【ミウラカップ2025】
[Top Div.]
男子優勝：岸田直也×宮脇勇輔（22,669pt）/女子優勝：風味千賀子×宮山有紀（15,001pt）/ミックス優勝：赤塚康太×宮山有紀（23,536pt）
[2nd Div.]
男子優勝：木滑正人×大森正雄（1,246pt）/女子優勝：澤有希×三枝由紀子（1,195pt）/ミックス優勝：澤有希×三枝由紀子（1,317pt）
リードオフジャパン・ファッション賞:鈴木麻井子×山口桃子/JFBAベストラリー賞:細井のぶ×細井良平

## JFBAランキング
| 2017年  |    |                      |                |  |    |                         |                |                                                   |                                                   |                                                   |                                                   |
| ------- | -- | -------------------- | -------------- |  | -- | ----------------------- | -------------- | ------------------------------------------------- | ------------------------------------------------- | ------------------------------------------------- | ------------------------------------------------- |
|         | 1  | 斎藤亮太             | 4600pt         |  |    |                         |                |                                                   |                                                   |                                                   |                                                   |
|         | 1  | 芝卓史               | 4600pt         |  |    |                         |                |                                                   |                                                   |                                                   |                                                   |
|         | 3  | 五十嵐恭雄           | 4480pt         |  |    |                         |                |                                                   |                                                   |                                                   |                                                   |
|         | 3  | 倉茂孝明             | 4480pt         |  |    |                         |                |                                                   |                                                   |                                                   |                                                   |
|         | 5  | 長田涼               | 4050pt         |  |    |                         |                |                                                   |                                                   |                                                   |                                                   |
|         | 6  | 後藤隆志             | 3920pt         |  |    |                         |                |                                                   |                                                   |                                                   |                                                   |
|         | 6  | 藤元俊輔             | 3920pt         |  |    |                         |                |                                                   |                                                   |                                                   |                                                   |
|         | 8  | 落合真彩             | 3680pt         |  |    |                         |                |                                                   |                                                   |                                                   |                                                   |
|         | 9  | 小澤彩香             | 3400pt         |  |    |                         |                |                                                   |                                                   |                                                   |                                                   |
|         | 10 | 橋詰友人             | 3220pt         |  |    |                         |                |                                                   |                                                   |                                                   |                                                   |
|         |    |                      |                |  |    |                         |                |                                                   |                                                   |                                                   |                                                   |
| 2018年  |    | 男子カテゴリー       | 男子カテゴリー |  |    | 女子カテゴリー          | 女子カテゴリー |                                                   |                                                   | ミックスカテゴリー                                | ミックスカテゴリー                                |
|         | 1  | 芝卓史               | 4640pt         |  | 1  | 落合真彩                | 4700pt         |                                                   | 1                                                 | 斉藤・山口ペア                                    | 4470pt                                            |
|         | 2  | 斎藤亮太             | 4610pt         |  | 2  | 風味千賀子              | 4610pt         |                                                   | 2                                                 | 諏訪・細井ペア                                    | 3880pt                                            |
|         | 2  | 長田涼               | 4610pt         |  | 3  | 小澤彩香                | 4580pt         |                                                   | 3                                                 | 夏目・相羽ペア                                    | 3730pt                                            |
|         | 4  | 夏目脩平             | 4580pt         |  | 4  | 塩崎未英                | 4550pt         |                                                   | 4                                                 | 榊・朝倉ペア                                      | 3710pt                                            |
|         | 5  | 倉茂孝明             | 4540pt         |  | 5  | 芝有沙                  | 4500pt         |                                                   | 5                                                 | 五十嵐・五十嵐ペア                                | 3540pt                                            |
|         |    |                      |                |  |    |                         |                |                                                   |                                                   |                                                   |                                                   |
| 2019年  |    | 男子カテゴリー       | 男子カテゴリー |  |    | 女子カテゴリー          | 女子カテゴリー |                                                   |                                                   | ミックスカテゴリー                                | ミックスカテゴリー                                |
|         | 1  | 倉茂孝明             | 5420pt         |  | 1  | 風味千賀子              | 5420pt         |                                                   | 1                                                 | 岸田・小澤ペア                                    | 5540pt                                            |
|         | 1  | 赤塚康太             | 5420pt         |  | 1  | 宮山有紀                | 5420pt         |                                                   | 2                                                 | 五十嵐・落合ペア                                  | 5340pt                                            |
|         | 3  | 芝卓史               | 5220pt         |  | 3  | 落合真彩                | 5400pt         |                                                   | 3                                                 | 斉藤・大和路ペア                                  | 4800pt                                            |
|         | 4  | 新城悠也             | 5180pt         |  | 3  | 小澤彩香                | 5400pt         |                                                   | 4                                                 | 長田・岡ペア                                      | 3910pt                                            |
|         | 5  | 斉藤亮太             | 5160pt         |  | 5  | 塩崎未英                | 5180pt         |                                                   | 5                                                 | 奥村・梶原ペア                                    | 3730pt                                            |
|         |    |                      |                |  | 5  | 岡井花子                | 5180pt         |                                                   |                                                   |                                                   |                                                   |
|         |    |                      |                |  |    |                         |                |                                                   |                                                   |                                                   |                                                   |
| 2020年  |    | 男子カテゴリー       | 男子カテゴリー |  |    | 女子カテゴリー          | 女子カテゴリー |                                                   |                                                   | ミックスカテゴリー                                | ミックスカテゴリー                                |
|         | 1  | 赤塚康太             | 3184pt         |  | 1  | 風味千賀子(GVK)         | 2810pt         |                                                   | 1                                                 | 青木沙耶香                                        | 3019pt                                            |
|         | 1  | 倉茂孝明             | 3184pt         |  | 1  | 宮山有紀(GVK)           | 2810pt         |                                                   | 2                                                 | 宮山有紀（GVK）                                   | 2933pt                                            |
|         | 3  | 岸田直也(GVK)        | 3180pt         |  | 3  | 芝有沙(FBF)             | 2629pt         |                                                   | 3                                                 | 外山祐次（ZFC）                                   | 2928pt                                            |
|         | 3  | 芝卓史(FBF)          | 3180pt         |  | 3  | 山田昌子(FBF)           | 2629pt         |                                                   | 4                                                 | 小澤彩香                                          | 2870pt                                            |
|         | 5  | 五十嵐泰雄           | 3138pt         |  | 5  | 青木沙耶香              | 2604pt         |                                                   | 5                                                 | 諏訪純也                                          | 2870pt                                            |
|         | 5  | 斉藤亮太(ZFC)        | 3138pt         |  | 5  | 小澤彩香                | 2604pt         | ※2020年ミックスランキングは個人獲得ポイントで掲載 | ※2020年ミックスランキングは個人獲得ポイントで掲載 | ※2020年ミックスランキングは個人獲得ポイントで掲載 | ※2020年ミックスランキングは個人獲得ポイントで掲載 |
|         |    |                      |                |  |    |                         |                |                                                   |                                                   |                                                   |                                                   |
| 2021年  |    | 男子カテゴリー       | 男子カテゴリー |  |    | 女子カテゴリー          | 女子カテゴリー |                                                   |                                                   | ミックスカテゴリー                                | ミックスカテゴリー                                |
|         | 1  | 芝卓史               | 3490pt         |  | １ | 落合真彩                | 3256pt         |                                                   | 1                                                 | 外山祐次× 落合真彩                                | 1752pt                                            |
|         | 1  | 赤塚康太             | 3490pt         |  | １ | 青木沙耶香              | 3256pt         |                                                   | 2                                                 | 岸田直也× 宮山有紀                                | 1740pt                                            |
|         | 3  | 新城悠也             | 3485pt         |  | 3  | 風味千賀子              | 3195pt         |                                                   | 3                                                 | 新城悠也× 青木沙耶香                              | 1620pt                                            |
|         | 3  | 外山祐次             | 3485pt         |  | 3  | 宮山有紀                | 3195pt         |                                                   |                                                   |                                                   |                                                   |
|         | 5  | 岸田直也             | 3452pt         |  | 5  | 山本綾佳                | 2694pt         |                                                   |                                                   |                                                   |                                                   |
|         | 5  | 松井芳寛             | 3452pt         |  | 5  | 宮下ゆめ花              | 2694pt         |                                                   |                                                   |                                                   |                                                   |
|         |    |                      |                |  |    |                         |                |                                                   |                                                   |                                                   |                                                   |
| 2022年  |    | 男子カテゴリー       | 男子カテゴリー |  |    | 女子カテゴリー          | 女子カテゴリー |                                                   |                                                   | ミックスカテゴリー                                | ミックスカテゴリー                                |
|         | 1  | 外山祐次             | 5308pt         |  | 1  | 風味千賀子              | 4896pt         |                                                   | 1                                                 | 外山祐次× 落合真彩                                | 1914pt                                            |
|         | 1  | 松浦孝宣             | 5308pt         |  | 1  | 宮山有紀                | 4896pt         |                                                   | 2                                                 | 岸田直也× 宮山有紀                                | 1839pt                                            |
|         | 3  | 岸田直也             | 5237pt         |  | 3  | 落合真彩                | 4854pt         |                                                   | 3                                                 | 松浦孝宣× 落合真彩                                | 1824pt                                            |
|         | 3  | 山下祥               | 5237pt         |  | 3  | 青木沙耶香              | 4854pt         |                                                   | ~                                                 | ~                                                 | ~                                                 |
|         | 5  | 古川元樹             | 5182pt         |  | 5  | 大和地未沙子            | 4549pt         |                                                   | 8                                                 | 五十嵐恭雄× 岡井花子                              | 1667pt                                            |
|         | 5  | 新城悠也             | 5182pt         |  | 5  | 山口桃子                | 4549pt         |                                                   |                                                   |                                                   |                                                   |
|         |    |                      |                |  |    |                         |                |                                                   |                                                   |                                                   |                                                   |
| 2023年  |    |                      |                |  |    |                         |                |                                                   |                                                   |                                                   |                                                   |
|         | １ | 赤塚康太× 五十嵐恭雄 | 5511pt         |  | 1  | 落合真彩× 大久保美音    | 4780pt         |                                                   | １                                                | 大川拓真× 落合真彩                                | 3534pt                                            |
|         | １ | 赤塚康太× 五十嵐恭雄 | 5511pt         |  | 1  | 落合真彩× 大久保美音    | 4780pt         |                                                   | １                                                | 大川拓真× 落合真彩                                | 3534pt                                            |
|         | 2  | 松井芳寛× 岸田直也   | 5329pt         |  | 2  | 宮山有紀× 風味千賀子    | 4607pt         |                                                   | 2                                                 | 赤塚康太× 青木沙耶香                              | 3510pt                                            |
|         | 2  | 松井芳寛× 岸田直也   | 5329pt         |  | 2  | 宮山有紀× 風味千賀子    | 4607pt         |                                                   | 2                                                 | 赤塚康太× 青木沙耶香                              | 3510pt                                            |
|         | 3  | 山下祥× 中野克希     | 5097pt         |  | 3  | 鈴木麻井子×青木沙耶香   | 4575pt         |                                                   | 3                                                 | 五十嵐恭雄× 宮山有紀                              | 3429pt                                            |
|         | 3  | 山下祥× 中野克希     | 5097pt         |  | 3  | 鈴木麻井子×青木沙耶香   | 4575pt         |                                                   | 3                                                 | 五十嵐恭雄× 宮山有紀                              | 3429pt                                            |
| 2024 年 |    |                      |                |  |    |                         |                |                                                   |                                                   |                                                   |                                                   |
|         | １ | 赤塚康太× 五十嵐恭雄 | 5673pt         |  | 1  | 宮山有紀× 風味千賀子    | 4864pt         |                                                   | １                                                | 岸田直也× 落合真彩                                | 5631pt                                            |
|         | １ | 赤塚康太× 五十嵐恭雄 | 5673pt         |  | 1  | 宮山有紀× 風味千賀子    | 4864pt         |                                                   | １                                                | 岸田直也× 落合真彩                                | 5631pt                                            |
|         | 2  | 中野克希× 岸田直也   | 5555pt         |  | 2  | 大和地 未沙子× 山口桃子 | 4735pt         |                                                   | 2                                                 | 五十嵐恭雄× 宮山有紀                              | 5252pt                                            |
|         | 2  | 中野克希× 岸田直也   | 5555pt         |  | 2  | 大和地 未沙子× 山口桃子 | 4735pt         |                                                   | 2                                                 | 五十嵐恭雄× 宮山有紀                              | 5252pt                                            |
|         | 3  | 外山祐次× 松浦孝宣   | 5425pt         |  | 3  | 落合真彩×岡本千聖       | 4714pt         |                                                   | 3                                                 | 赤塚康太× 岡井花子                                | 5183pt                                            |
|         | 3  | 外山祐次× 松浦孝宣   | 5425pt         |  | 3  | 落合真彩×岡本千聖       | 4714pt         |                                                   | 3                                                 | 赤塚康太× 岡井花子                                | 5183pt                                            |
|         |    |                      |                |  |    |                         |                |                                                   |                                                   |                                                   |                                                   |

## 日本代表
| 2015年 | 男子 カテゴリ        |                  |                        |                  |                             |                  |                              |      |
| ------ | -------------------- | ---------------- | ---------------------- | ---------------- | --------------------------- | ---------------- | ---------------------------- | ---- |
|        | 後藤隆志×藤本俊輔    |                  |                        |                  |                             |                  |                              |      |
|        | 澤永遼×倉重孝明      |                  |                        |                  |                             |                  |                              |      |
|        |                      |                  |                        |                  |                             |                  |                              |      |
| 2016年 | 男子 カテゴリ        |                  |                        |                  | ミックス カテゴリ           |                  |                              |      |
|        | 倉重孝明×長田涼      |                  |                        |                  | 宮越有沙×澤永遼             |                  |                              |      |
|        | 齊藤亮太×芝卓史      |                  |                        |                  |                             |                  |                              |      |
|        |                      |                  |                        |                  |                             |                  |                              |      |
| 2017年 | 男子 カテゴリ        |                  |                        |                  |                             |                  |                              |      |
|        | 芝卓史×齊藤亮太      |                  |                        |                  |                             |                  |                              |      |
|        | 橋詰友人×長田涼      |                  |                        |                  |                             |                  |                              |      |
|        | 後藤隆志×窪島剣璽    |                  |                        |                  |                             |                  |                              |      |
|        |                      |                  |                        |                  |                             |                  |                              |      |
| 2018年 | 男子 カテゴリ        | ブラジル大会結果 | 女子 カテゴリ          | ブラジル大会結果 | ミックス カテゴリ           | ブラジル大会結果 |                              |      |
|        | 倉重孝明×松浦考宣    |                  | 塩崎未英×風味千賀子    |                  | 倉重孝明×落合真彩           | 5位              |                              |      |
|        | 齊藤亮太×夏目周平    | ３位             | 落合真彩×小澤彩香      | 3位              | 芝卓史×塩崎未英             |                  |                              |      |
|        | 芝卓史×長田遼        |                  |                        |                  | 窪島剣璽×小澤彩香           |                  |                              |      |
|        |                      |                  |                        |                  |                             |                  |                              |      |
| 2019年 | 男子 カテゴリ        | ブラジル大会結果 | 女子 カテゴリ          | ブラジル大会結果 | ミックス カテゴリ           | ブラジル大会結果 |                              |      |
|        | 倉重孝明×赤塚康太    |                  | 風味千賀子×宮山有紀    |                  | 岸田直也×小澤彩香           | 準優勝           |                              |      |
|        | 新城悠也×齊藤亮太    | ３位             | 落合真彩×小澤彩香      |                  | 五十嵐恭雄×落合真彩         | 優勝             |                              |      |
|        | 芝卓史×長田遼        |                  | 岡井花子×塩崎未英      |                  |                             |                  |                              |      |
|        |                      |                  |                        |                  |                             |                  |                              |      |
| 2020年 | 男子 カテゴリ        |                  | 女子 カテゴリ          |                  | ミックス カテゴリ           |                  |                              |      |
|        | 倉重孝明×赤塚康太    |                  | 風味千賀子×宮山有紀    |                  | 外山祐次×青木沙耶香         |                  |                              |      |
|        | 芝卓史×岸田直也      |                  | 芝有沙×山田昌子        |                  | 諏訪純也×小澤彩香           |                  |                              |      |
|        | 五十嵐恭雄×齊藤亮太  |                  | 青木沙耶香×小澤彩香    |                  |                             |                  |                              |      |
|        |                      |                  |                        |                  |                             |                  |                              |      |
| 2021年 | 男子 カテゴリ        |                  | 女子 カテゴリ          |                  | ミックス カテゴリ           |                  |                              |      |
|        | 芝卓史×赤塚康太      |                  | 落合真彩×青木沙耶香    |                  | 外山祐次×落合真彩           |                  |                              |      |
|        | 新城悠也×外山祐次    |                  | 風味千賀子×宮山有紀    |                  | 岸田直也×宮山有紀           |                  |                              |      |
|        | 岸田直也×松井芳寛    |                  | 山本彩佳×宮下ゆめ花    |                  | 新城悠也×青木沙耶香         |                  |                              |      |
|        |                      |                  |                        |                  |                             |                  |                              |      |
| 2022年 | 男子 カテゴリ        | ブラジル大会結果 | 女子 カテゴリ          | ブラジル大会結果 | ミックス カテゴリ           | ブラジル大会結果 | トリンカ                     |      |
|        | 外山祐次×松浦孝宣    | 不出場           | 風味千賀子×宮山有紀    | ４位             | 外山祐次×落合真彩           | 不出場           | 五十嵐恭雄×松浦孝宣×岸田直也 | ２位 |
|        | 岸田直也×山下祥      | ４位             | 落合真彩×青木沙耶香    | 準優勝           | 岸田直也×宮山有紀           | 優勝             |                              |      |
|        | 新城悠也×古川元樹    | 不出場           | 山口桃子×大和地未沙子  | ３位             | 五十嵐恭雄×岡井花子         | ３位             |                              |      |
|        |                      |                  |                        |                  | 松浦孝宣×落合真彩 ※特別出場 | ６位             |                              |      |
|        |                      |                  |                        |                  |                             |                  |                              |      |
| 2023年 | 男子 カテゴリ        | ブラジル大会結果 | 女子 カテゴリ          | ブラジル大会結果 | ミックス カテゴリ           | ブラジル大会結果 |                              |      |
|        | 赤塚康太× 五十嵐恭雄 |                  | 落合真彩× 大久保美音   | 準優勝           | 大川拓真× 落合真彩          |                  |                              |      |
|        | 松井芳寛× 岸田直也   |                  | 宮山有紀× 風味千賀子   |                  | 赤塚康太× 青木沙耶香        |                  |                              |      |
|        | 山下祥× 中野克希     |                  | 鈴木麻井子×青木沙耶香  |                  | 五十嵐恭雄×宮山有紀         | 準優勝           |                              |      |
| 2024年 | 男子 カテゴリ        | ブラジル大会結果 | 女子 カテゴリ          | ブラジル大会結果 | ミックス カテゴリ           | ブラジル大会結果 |                              |      |
|        | 赤塚康太× 五十嵐恭雄 |                  | 宮山有紀 × 風味千賀子  | 優勝             | 岸田直也× 落合真彩          |                  |                              |      |
|        | 中野克希× 岸田直也   |                  | 大和地未沙子× 山口桃子 |                  | 五十嵐恭雄× 宮山有紀        |                  |                              |      |
|        | 外山祐次 × 松浦孝宣  |                  | 落合真彩 × 岡本千聖    | 準優勝           | 赤塚康太× 岡井花子          |                  |                              |      |
|        |                      |                  |                        |                  |                             |                  |                              |      |

## 歴史
- 2013年　日本フレスコボール協会として設立
- 2014年　日本フレスコボール協会として本格的に始動

## 歴代会長
- 窪島剣璽（2013-）

## 地域協会

### 四国フレスコボール協会
団体名称     ：四国フレスコボール協会（SFBA）
所在地        ：香川県さぬき市
会長　　　  ：藤田然吏
設立年月日  ：2021年5月20日

【活動目的】
四国全体での普及・振興に向けてクラブ間連携や大会や体験会などの企画運営をする。
また四国４県におけるフレスコボール地域クラブ設立をサポートする。
【活動理念】
”おもいやりのスポーツ”とも呼ばれるフレスコボールの特性を活かし、「助け合い×ボーダーレス」の精神のもと、地域に根ざしたスポーツ文化をつくる。

### 関西フレスコボール協会
団体名称     ：関西フレスコボール協会（KFBA）
所在地        ：兵庫県神戸市
会長　　　  ：山下祥
設立年月日  ：2021年8月1日 
【活動目的】
関西におけるフレスコボールの普及・振興に向けたクラブ間連携。
また大会・体験会などの企画運営、地域クラブ設立のサポートなど。
【活動理念】
・Community
フレスコボールを通じて、地域に貢献する
・Challenge
フレスコボールを通じて、新たな価値創造に挑戦する
・Cheer
フレスコボールを通じて、こどもから大人まですべての人の心身の成長を応援する

## 地域クラブ制度
地域クラブ制度とは、フレスコボールの活動がより地域に根付くことを目的としたJFBA公認のクラブ制度です。
公認となったクラブは、JFBAの様々なサポートを受けることが出来る。
- JFBA公認団体として活動（営利活動を含む様々な活動を行うことが可能）
- JFBAの広報協力（地域に根付いたクラブの活動をJFBA広報を通して、情報発信することが可能）
- 地域スポンサー獲得支援（地域クラブに所属する選手が、日本代表に選出された際に、地域クラブのスポンサー名称を日本代表ユニホームに印字することが可能）
- 共同イベント開催（JFBAとの共同イベントの開催や、イベント運営のサポートを受けることが可能）
- 用具、POPなどの支援（今後運営に必要な用具の支援を受けることが可能）

2025年で47都道府県での地域クラブ設立を目標にしている。
(2025年8/20時点、地域クラブ20県28クラブ、JFBA公認学生団体6クラブ)

### 地域クラブ一覧
三陸フレスコボールクラブ
略称：SRFC
住所：岩手県陸前高田市
代表：菅原ひとみ
副代表： 櫻岡和正、平山直
拠点：高田松原（岩手県陸前高田市）、大船渡、気仙沼
気仙沼フレスコボールクラブ
略称：KNFC
住所：宮城県気仙沼市
代表：杉村秀樹
副代表： 佐藤慶治、坂根孝秀
拠点：小泉海水浴場
FRESCOBOL NIKKO POLARIS
略称：FNP
住所：栃木県日光市
代表：香取龍介
拠点：日光だいや川公園、日光体育館ほか
千代田フレスコボールクラブ
略称：CFC
住所：東京都
代表：安藤悠太
拠点：都内（千代田区ほか）
Fun Lovin' Carioca（東京）
略称：FLC
住所：東京都港区
共同代表：藤元 俊輔、後藤隆志
拠点：東京都内、ハワイ（オアフ島）、永福体育館人口ビーチ
SEIJO FRESCOBOL CLUB(東京)
略称：SEIJO FC
住所：東京世田谷区
代表：内田陽菜
拠点：永福体育館ビーチコート
船橋フレスコボールクラブ
略称：FFBC
住所：千葉県船橋市
代表：秋山 早紀
拠点：船橋運動公園、オールサムズ、稲毛海岸
湘南鵠沼フレスコボールクラブ
略称：SKFC
住所：神奈川県藤沢市
代表：渡辺 直樹
活動拠点：鵠沼海岸
フレスコボール沼間クラブ
略称：FNC
住所：神奈川県逗子市沼間
代表：新倉昭治
副代表：清水一良
活動拠点：沼間スポーツ広場（五霊神社近く）
逗子フレスコボールクラブ
略称：ZFC
住所：神奈川県逗子市
代表：久野 雅実
所属：斎藤 亮太（日本代表、2018年ジャパンオープン優勝）
活動拠点：逗子海岸
TryEnoshimaフレスコボールクラブ
略称：TryEFC
住所：神奈川県藤沢市
代表：樋山亜紀
副代表者：松山光伸
活動拠点：片瀬海岸東浜(片瀬江ノ島)
きらり★鎌倉フレスコボールクラブ
略称：K2FC
住所：神奈川県鎌倉市
代表：松岡伸樹
活動拠点：鎌倉由比ガ浜から材木座
FRESCOBALL ALPS
略称：FBA
住所：長野県駒ヶ根市（南信地域）
代表：間渕将太
活動拠点：おもしろかっぱ広場、ふるさとの丘、森と水のアウトドア体験広場、他公園
フレスコボール牧之原verde
略称：FMV
住所：静岡県牧之原市
代表：小松舞
活動拠点：さがらサンビーチ
SURFING FITNESS FRESCOBOLL
略称：SFF
住所：静岡県浜松市
代表：Wilson Santos Kwai
所属：岡本 千夏
拠点：遠州灘海浜公園江之島ビーチコート
フレスコボール関西 Grêmio VENTO
略称：GVK
住所：奈良県大和高田市
代表：松井 芳寛
所属：風味 千賀子（日本代表、2018年ジャパンオープン優勝）
拠点：桜ノ宮ビーチ（大阪ふれあいの水辺）、西谷近隣公園（奈良）、幸町公園（奈良）
なにわフレスコボールクラブ
略称：NFC
住所：大阪府大阪市難波
拠点：難波宮跡公園
代表：横田 亮太
副代表：一瀬 真広
フレスコボール明石 Grêmio PONTE
略称：GPA
住所：兵庫県明石市
クラブ責任者：山下 祥
共同代表：宮下 ゆめ花、山本 彩佳
拠点：大蔵海岸公園（兵庫県明石市）
フレスコボール淡路島 Grêmio ONDA
略称：GOA
住所：兵庫県洲本市
責任者：釜本菜々香、向谷地崚
副代表：高津幸佑
拠点：大浜海水浴場ほか、淡路島内
TEAM晴れの国FRESCOBOL岡山
略称：THFO
住所：岡山県全域
兄弟代表：井上和明（KAZ）、池田英明（HIDE）
スーパーアドバイザー：森清将史（サンパウロモリキヨ）
活動拠点：渋川海岸（岡山県玉野市）、西脇海岸（岡山県瀬戸内市）、芳田中学校（岡山県岡山市）、美和小学校（岡山県瀬戸内市）、へび公園（強化選手養成所）
広島フレスコボールクラブ
略称：HFBC
住所：広島県安芸郡坂町
代表：天野 雅之
拠点：ベイサイドビーチ坂
黒潮フレスコボールクラブ（高知県）
略称：KFC
住所：高知県高知市
代表：藤田 然吏
活動拠点：高知県芸西村 琴ケ浜ビーチ
瀬戸内フレスコボールクラブ（香川県）
略称：SFC
住所：香川県高松市
代表：石田 将揮
活動拠点：津田の松原海水浴場（香川県さぬき市）
しまなみフレスコボールクラブ
略称：SNFC
住所：愛媛県
代表：冨永裕紀
副代表：藤田然吏、矢野秀喜
活動拠点：五色姫海浜公園
うずしおフレスコボールクラブ
略称：UFC
住所：徳島県徳島市
代表：杉村秀樹
活動拠点：小松海水浴場など
フレスコボール福岡
略称：FBF
住所：福岡県福岡市
代表者：濱司 慎一
所属：芝 卓史（日本代表、2018年ランキング1位）
活動拠点：三苫海岸
鳥栖フレスコボールラケット研究所
略称：TFRL
住所：佐賀県鳥栖市
代表者：原田光
アンバサダー：杉村秀樹
活動拠点：鳥栖市民体育館
琉球フレスコボールクラブ
略称：RFBC
住所：沖縄県中頭郡北谷町
代表者：岡井花子
所属：岡井 花子（日本代表選手、2019年ブラジル選手権出場）
活動拠点：アラハビーチ、トロピカルビーチなど

### JFBA 公認学生団体一覧
岩手大学フレスコボール同好会AMENIMOMAKE’S
略称：GAFC
代表者：東田健志
活動拠点：岩手県盛岡市、陸前高田市
慶應義塾大学フレスコボールサークル FrescoballClub Oceano
略称：FBCO
住所：神奈川県藤沢市
代表者：上野彩高
活動拠点：鵠沼海岸
立教フレスコボールクラブ
略称：RFBC
住所：東京都豊島区
代表者：不二山七海
活動拠点：立教大学・豊島区民体育館・逗子海岸
スポーツクラブ21朝霧
略称：KFB_sc21
代表：SEIKO OKAMOTO
副代表：YUKAKO SHINGAI
活動拠点：朝霧小学校 体育館
奈良県立大学フレスコボール同好会
略称：NPUFC
代表：渡邉素江
活動場所：奈良県立大学内体育館
大手前高松フレスコボール同好会
略称：OTFC
住所：香川県高松市
代表：邑地秀一郎
活動場所：大手前高松中学・高等学校テニスコート
岩手大学フレスコボール同好会AMENIMOMAKE’S
略称：GAFC
住所：岩手県盛岡市
代表：東田健志
活動場所：岩手県盛岡市、陸前高田市

## その他
日本フレスコボール協会が活動拠点の1つとしている三浦海岸出身のバンドグループLYLA BOOPSのアルバム（アルバム名：LYLA BOOPS）ジャケットにフレスコボールのイラストが描かれている。
また、ジャケット裏面には、JFBA（日本フレスコボール協会）のクレジットが入っている。